# José Francisco de Amigorena
José Francisco de Amigorena (Guipúzcoa - Mendoza, 2 de octubre de 1799) fue un militar español que se desempeñó como maestre de campo de las milicias de Mendoza, nombrado por Pedro de Cevallos en 1778. Se desempeñó también como comandante de fronteras desde 1781, nombrado por el virrey Juan José de Vértiz y Salcedo, en el Virreinato del Río de la Plata. Su accionar como comandante se caracterizó por la combinación de expediciones punitivas sobre los indígenas de la frontera cuyana, en particular entre los años 1779 y 1784. Paralelamente, fue estableciendo tratados de paz y amistad con puelches, pehuenches y finalmente con el pueblo ranquel (1794-1799), lo que sentó las bases de una ocupación hispano-criolla más estable en la frontera cuyana durante su mandato como comandante. Murió de manera repentina en Mendoza, el 2 de octubre de 1799.